# Обитель радости
«Обитель радости» (англ. The House of Mirth) ― экранизация одноимённого романа Эдит Уортон 1905 года от режиссёра Теренса Дэвиса.

## Сюжет
Лили Барт — красивая светская львица, привыкшая к комфорту и роскоши. Вместе со своей младшей кузиной Грейс Степни она живёт со своей богатой тётей Джулией Пенистон.
Лили искренне восхищается адвокатом Лоуренсом Селденом, но он слишком беден, чтобы она всерьез задумывалась о замужестве. Она вынуждена выбирать между ограниченным грубым, вульгарным Саймоном Роуздейлом, начинающим финансистом и богатым, но скучным Перси Грайсом. Подруга Лили, Джуди Тренор убеждает её выбрать Грайса. Лили, однако, не может устоять перед Селденом, и во время загородных выходных они совершают долгую прогулку и обмениваются невинным поцелуем. Грайс, которому Лили отказала в свидании два раза, резко уходит. Опасаясь за своё будущее, удрученная Лили изливает свои беды мужу Джуди, Гасу Тренору. Он заставляет её поверить, что поможет ей заработать деньги за счёт инвестиций. Позже Лили покупает скандальные письма, написанные Бертой Дорсет, в которых говорится, что Селден был её любовником. Лили обижена, но держит письма в секрете.
На свадьбе она получает чек на 5000 долларов от Гаса Тренора, который утверждает, что реинвестировал ещё 4000 долларов. Позже он приглашает Лили в оперу, где её видит её тетя и Лоуренс Селден, когда она сидит с Тренором и Роуздейлом. Тренор обманом заставляет её покинуть оперу и сопровождать его к себе домой, где он пытается поцеловать её, утверждая, что Лили ведет нечестную игру, когда принимает его деньги, но отказывает ему в своем внимании. Когда Лили возвращается домой, её тетя отказывается одолжить ей деньги, чтобы вернуть 9000 долларов, которые она получила от Тренора. Лили доверяет Грейс, спрашивая, не следует ли ей обратиться к Селдену за пониманием, но Грейс советует не делать этого; она любит Лоуренса и ревнует к Лили. Лили договорилась о более поздней встрече с Селденом во время свадьбы.
В то время как Лили надеется получить известие от Селдена, Роуздейл навещает её, делая ей предложение и предлагая выгодное слияние. Его богатство могло бы освободить Лили, но она вежливо отвергает его лестное, но хладнокровное предложение. Берта Дорсет приглашает Лили на яхту Дорсетов для европейского круиза. Лили соглашается, отчаянно пытаясь избежать долгов, перешептываний и критики в Нью-Йорке.
В Монте-Карло миссис Кэрри Фишер встречается с Селденом, прибывшим из Лондона. Они оба беспокоятся о Лили, путешествующей на яхте Дорсетов. Лили и Джордж Дорсет беседуют на палубе, пока молодой человек читает Берте французские стихи. Находясь на берегу в тот вечер, Лили и Джордж тщетно ищут их, прежде чем вернуться на яхту. На следующее утро Джордж входит в каюту Лили, обвиняя её в том, что она знает о неосторожных отношениях Берты с молодым поэтом. Лили ссылается на незнание поведения Берты, но когда Берта возвращается и Лили противостоит ей, говоря, что больше не может отвлекать внимание Джорджа от романа Берты, Берта меняет ситуацию, обвиняя Лили в прелюбодеянии с Джорджем, поскольку Лили была с ним на яхте наедине всю ночь.
Вернувшись в Нью-Йорк, Дорсеты всё ещё находятся в семейном разладе, а тётя Джулия умирает. Лили получает лишь малую часть своего огромного состояния, большая часть которого досталась кузине Грейс. Теперь бездомная и брошенная на произвол судьбы, Лили приглашена Кэрри Фишер погостить у неё и Гормеров на лето. Кэрри считает, что две возможности для замужества Лили ― это Джордж Дорсет и Саймон Роуздейл. Джордж спрашивает Лили правду об изменах его жены Берты, но она отрицает, что знает о них. В своём отчаянии она обращается к Саймону Роуздейлу. Он узнал о письмах Берты и советует Лили использовать их, чтобы заставить Берту восстановить своё социальное положение. Он предлагает жениться на Лили, как только они с Бертой помирятся, но Лили отказывается.
Лили начинает работать у миссис Хэтч, занимающейся социальным восхождением, в качестве её социального секретаря. Селден говорит Лили, что это вредит её социальному положению, но ей нужны деньги. Они ссорятся и расстаются в плохих отношениях. Лили идет в аптеку за настойкой опия миссис Хэтч и начинает принимать её сама. После того, как миссис Хэтч попадает в общество, она обнаруживает, что репутация Лили — это обуза, поэтому она увольняет её. Лили устраивается на работу к модистке, но её растущая зависимость приводит к тому, что её увольняют за плохую работу. Лили навещает свою двоюродную сестру Грейс и просит в долг, но ей отказывают.
Она сталкивается с Бертой Дорсет с письмами, написанными мистеру Селдену, но, обнаружив, что Дорсеты уехали из города, она идет к Лоуренсу Селдену, говоря ему, что знает, что потеряла его любовь. Когда Лоуренс не смотрит, она бросает письма в его зажженный камин. Лили возвращается домой и обнаруживает, что её наследство наконец-то доставлено. Она кладёт чек в конверт, который адресует в свой банк, и пишет ещё один для Гаса Тренора, расплачиваясь с огромными долгами, а затем принимает смертельную дозу настойки опия, погружаясь в забытье в своей затемненной комнате. Найдя частично сгоревшие письма в своём камине и почувствовав её намерения, Селден бросается в её комнату. Там, у её смертного одра, держа её за руку, он плачет, заявляя о своей любви к ней.

## В главных ролях
- Джиллиан Андерсон — Лили Барт
- Эрик Штольц ― Лоуренс Селдон
- Дэн Эйкройд — Гас Тренор
- Энтони Лапалья — Саймон Роздейл
- Лора Линни — Берта Дорсет
- Терри Кинни ― Джордж Дорсет
- Элинор Брон — Джулия Пенистон
- Джоди Мэй — Грейс

## Выход
Премьера фильма состоялась на Нью-Йоркском кинофестивале 23 сентября 2000 года. Sony Pictures Classics выпустила его в США 22 декабря 2000 года. Там он собрал 48 770 долларов в первые выходные и в общей сложности 3 000 000 долларов. Общая сумма по всему миру составляет 5,1 миллиона долларов.

## Критика
Рейтинг одобрения составляет 81 % на Rotten Tomatoes. Metacritic оценил его 78/100.

## Награды
- British Independent Film Award - Best Actress
- Village Voice Film Poll – Best Lead Performance
- Nominated—London Film Critics Circle Award for Actress of the Year
- Nominated—National Society of Film Critics Award for Best Actress (2nd place)
- Nominated—New York Film Critics Circle Award for Best Actress (2nd place)
- Nominated—Satellite Award for Best Actress – Motion Picture Drama